# Préta

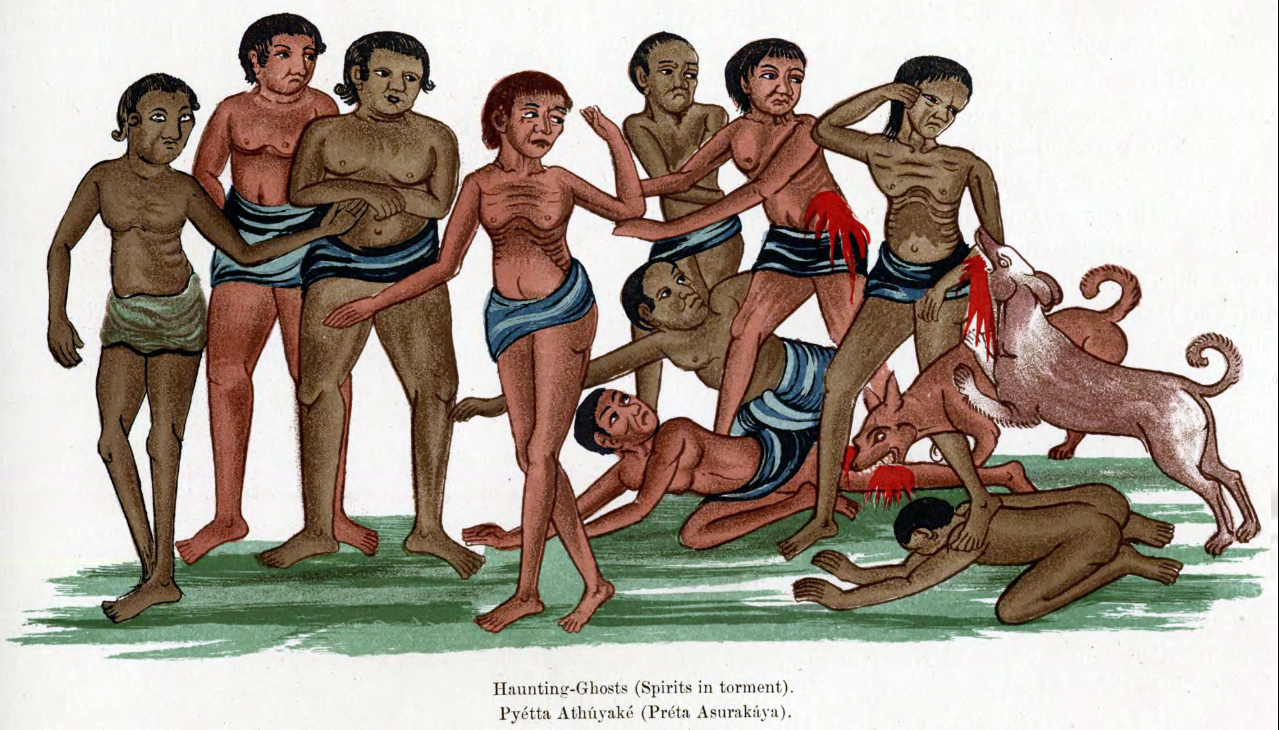
Obrázek "hladových duchů" z Burmy

Préta, také hladový duch, je sanskrtské jméno pro typ nadpřirozené bytosti popsané v hinduismu, buddhismu, taoismu a čínském a vietnamském lidovém náboženství jako duše zemřelého, trpící horším utrpením než lidé, zejména extrémním hladem a žízní.  Mají svůj původ v indických náboženstvích a byli přijati do východoasijských náboženství šířením buddhismu. Préta je často přeložena do češtiny jako „hladový duch“. V raných zdrojích, jako je Petavatthu, jsou mnohem rozmanitější. Níže uvedené popisy platí hlavně v tomto užším kontextu. Vývoj konceptu preta začal pouhým přemýšlením, že to byla duše a duch osoby, jakmile zemřela, ale později se koncept vyvinul do přechodného stavu mezi smrtí a získáním karmické reinkarnace v souladu s osudem člověka. Aby mohla rodina zesnulého vstoupit do cyklu karmické reinkarnace, musí se zapojit do řady rituálů a obětních obřadů, aby uvedla trpícího ducha do jeho příštího života. Pokud se rodina nezúčastní těchto pohřebních obřadů, které trvají jeden rok, duše by mohla zůstat trpícím hladovým duchem už navždy.
Préta je považován za duši člověka v jeho předchozím životě falešného, zkorumpovaného, nutkavého, klamného, žárlivého nebo chamtivého. V důsledku své karmy jsou postiženi neukojitelným hladem po určité látce nebo předmětu. Tradičně je to něco odporného nebo ponižujícího, jako jsou mrtvoly nebo výkaly, i když v novějších příbězích to může být cokoli, byť bizarní.  Kromě nenasytného hladu po odporných věcech trpí také znepokojujícími vizemi. Préty a lidské bytosti zabírají stejný fyzický prostor a zatímco lidé, kteří se dívají na řeku, uvidí čistou vodu, Préty vidí stejnou řeku tekoucí s averzivní látkou, běžné příklady takových vizí zahrnují hnis a špínu.
Přes víru a vliv hinduismu a buddhismu ve velké části Asie Préta figuruje významně v kulturách Indie, Srí Lanky, Číny, Japonska, Koreje, Vietnamu, Tibetu, Thajska, Kambodže, Laosu a Myanmaru.

## Cizí názvy
Sanskrtský termín प्रेत préta znamená „odešel, zesnulý, mrtvá osoba“. V klasickém sanskrtu se tento termín vztahuje na ducha každé mrtvé osoby před provedením obřadních rituálů, ale také na ducha nebo zlou bytost. 
Sanskritský termín byl přijat do buddhismu, aby popsal jeden ze šesti možných stavů znovuzrození.
Čínský termín èguǐ (餓鬼), doslovně „hladovějící duch“, tedy není doslovným překladem sanskrtského termínu.

## Popis
Préty jsou pro lidské oko neviditelné, ale někteří věří, že je lidé mohou v určitých duševních stavech rozeznat. Jsou popisovány jako lidské bytosti s úzkými končetinami, velkými břichy a dlouhými, tenkými krky. Tento vzhled je metaforou jejich duševní situace: mají obrovskou chuť k jídlu, označované jejich velkými břichy, ale velmi omezenou schopnost uspokojit jejich chuť, což symbolizují jejich úzké krky.
Préty jsou v japonském umění často vyobrazeny (zejména z období Heian) jako vyzáblé lidské bytosti s vydutými žaludky a nelidsky malými ústy a krky. Často jsou vyobrazovány při lízání rozlité vody v chrámech nebo za doprovodu démonů představujících jejich osobní agónii. Jinak mohou být zobrazeny jako kouřové nebo ohnivé koule .